# Soli Deo gloria
Soli Deo gloria (em português: somente a Deus a glória) é o princípio protestante segundo o qual toda a glória das ações devem ser dadas à Deus.
Juntamente com sola fide, sola gratia, sola scriptura e solus Christus, a frase tornou-se parte do que é conhecido como as Cinco Solas, uma declaração resumida dos princípios centrais da Reforma Protestante.
Os reformadores protestantes acreditavam que os seres humanos - mesmo santos canonizados pela Igreja Católica, os papas, e as autoridades eclesiásticas - não eram dignos da glória que lhes foi atribuída. A adoração, portanto, não deve ser prestado a um ser humano, morto ou vivo, nem a um objeto, nem a um símbolo, mas somente a Deus.